# Siergiej Bulicz

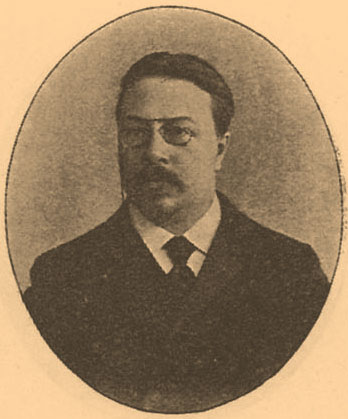
Siergiej Bulicz

Siergiej Konstantinowicz Bulicz (ros. Серге́й Константи́нович Бу́лич); ur. 27 sierpnia 1859 w Kazaniu, zm. 15 kwietnia 1921 w Petersburgu) – rosyjski językoznawca, etnograf, kompozytor i historyk sztuki. Znawca starożytnej literatury indyjskiej, fonetyki języka rosyjskiego, historii Rosji.
Ukończył studia na Uniwersytecie w Kazaniu (1882), na których był uczniem Jana Niecisława Baudouin de Courtenay. Wykładał na Uniwersytecie w Petersburgu od 1885 roku, a od 1908 był profesorem tejże uczelni. W 1919 r. aresztowany przez CzK, jednak dzięki staraniom ówczesnych wpływowych rosyjskich intelektualistów wkrótce zwolniony.
Bulicz pracował głównie w Petersburgu. Jest uważany za jednego z ważniejszych przedstawicieli tzw. kazańskiej szkoły językoznawczej. Był jednym z pionierów rosyjskiej indologii i jednym z założycieli instytutu badań fonetycznych w Rosji (1899).
Autor wielu popularnych publikacji (m.in. Wstęp do językoznawstwa, Wstęp do analizy porównawczej języków indoeuropejskich). Najbardziej znany jest jego Esej o historii językoznawstwa w Rosji (1904), za który otrzymał stopień doktora.
Zajmował się także słowiańską muzyką ludową i był jednym z założycieli Wydziału Muzycznego przy Instytucie Historii Sztuki Uniwersytetu w Sankt Petersburgu (1920). Bulicz był także autorem wielu haseł w pierwszej rosyjskojęzycznej encyklopedii  (Słownik encyklopedyczny Brockhausa i Efrona).